# 佩利亞斯與梅麗桑德 (德布西)
《佩利亚斯与梅丽桑德》（Pelléas and Mélisande）是法國作曲家德布西的一部五幕十二場的歌剧。這歌劇改編自比利時劇作家梅特林克的話劇，原作的一次演出裏，曾由另一位法國作曲家佛瑞創作場景音樂。德布西看過話劇版本後覺得非常喜歡，認為梅特林克象徵主義的風格很適合自己，在得到梅特林克答應後，德布西自行將劇本改編為歌劇劇本，刪減了部份場次並稍作更改，1902年於巴黎喜歌剧院首演。
佩利亚斯与梅丽桑德的主题是禁戀，梅麗桑德是戈洛的妻子，卻愛上其弟佩利亚斯。故事並沒有清晰的時代或傳說背景，裏面的人物都是活在夢中，但人物的對白經常流露出微妙而寫實的心理變化，故事中出現的事物常常有更深刻的象徵意義。例如劇本中經常利用法語尊稱的您（vous）和暱稱的你（toi）表現梅麗桑德和兩位男主角之間的親疏有別。音樂風格上，這歌劇也帶有德彪西印象派的特徵，著重音色的變化。歌唱部份近似說話，沒有明顯的咏嘆調和宣敍調的區分，樂隊經常以重覆出現的主導動機暗示人物或情感。因此這歌劇被認為是法國樂派對德國作曲家瓦格纳歌劇的回應。
除了德布西和佛瑞，西貝流士也曾以此主題創作組曲，勋伯格亦曾以此主題創作交響詩。

## 人物
- 主角
  - 戈洛（Golaud）：男中音
  - 梅丽桑德（Mélisande）：女高音
  - 佩利亚斯（Pelléas）：男高音或者男中音
- 配角
  - 热纳维埃夫（Geneviève）：女中音
  - 阿凯尔（Arkël）：男低音
  - 伊尼奥尔（Yniold）：女高音或者男童女高音
  - 医生：男低音
- 其他
  - 牧羊人：男中音
  - 侍女：哑角
  - 三个乞丐：哑角
  - 水手（后台）：合唱

## 舞台设置
- 时间：中世纪
- 地点：阿勒曼德王国

## 情节
戈洛在森林打猎时迷路，遇上神秘而美丽的少女梅丽桑德。她既没说自己来自哪里，也没说为什么会在森林里。但她同意跟戈洛走。几个月后，戈洛写信给自己的兄弟佩利亚斯，说自己要跟梅丽桑德结婚。并请佩利亚斯征求祖父阿凯尔的意见，若祖父同意，佩利亚斯则会在一个灯塔上亮灯，示意戈洛可以回来。阿凯尔同意了婚事。
戈洛和梅丽桑德回来，一天晚上，梅丽桑德遇上佩利亚斯，两人在一口名叫盲人井的地方玩，梅丽桑德的头发长得可以碰到井水。佩利亚斯试图阻止梅丽桑德玩弄结婚戒指，卻不小心将戒指掉到井里。同一瞬间，戈洛在森林里打猎堕马受伤。梅丽桑德在戈洛床边时，突然哭起来，说要离开这个阴森寒冷的城堡。戈洛安慰她时发现戒指不见了，大怒，要她立刻把戒指找回来。佩利亚斯陪同前往，但三个白发乞丐吓退了梅丽桑德。
一个星光照耀的晚上，在城堡一个塔楼，梅丽桑德一边梳头一边唱歌。佩利亚斯对她深深着迷，他受命明天就要离开，希望梅丽桑德能把头发垂下来让他玩。戈洛上前责怪他们。后来戈洛警告佩利亚斯，自己不是傻子，要佩利亚斯有多远去多远，梅丽桑德已有新孕。同时他又怀疑自己与前妻所生的儿子伊尼奥尔站在情敌那边。
佩利亚斯要走了，他在盲人井与梅丽桑德见面互诉衷情。当两人拥抱时，偷看的戈洛约了佩利亚斯出来，杀死了他。梅丽桑德逃走。
戈洛和阿凯尔在梅丽桑德的床边，后者刚把孩子生下来。戈洛请求原谅，并没要求梅丽桑德坦白。梅丽桑德说这一切已太晚了。梅丽桑德断气了。阿凯尔一边安慰戈洛一边说：“这孩子取代了他母亲，现在轮到他了。”